# 書泉
株式会社書泉（しょせん、英: SHOSEN）は、東京・神田神保町と秋葉原に店舗を有する小売書店。株式会社アニメイトの子会社。神保町の「書泉グランデ」は、三省堂書店本店や東京堂書店とならぶ、神田の街を代表する大型書店の一つである。
2011年6月にアニメイトが買収して子会社とした。

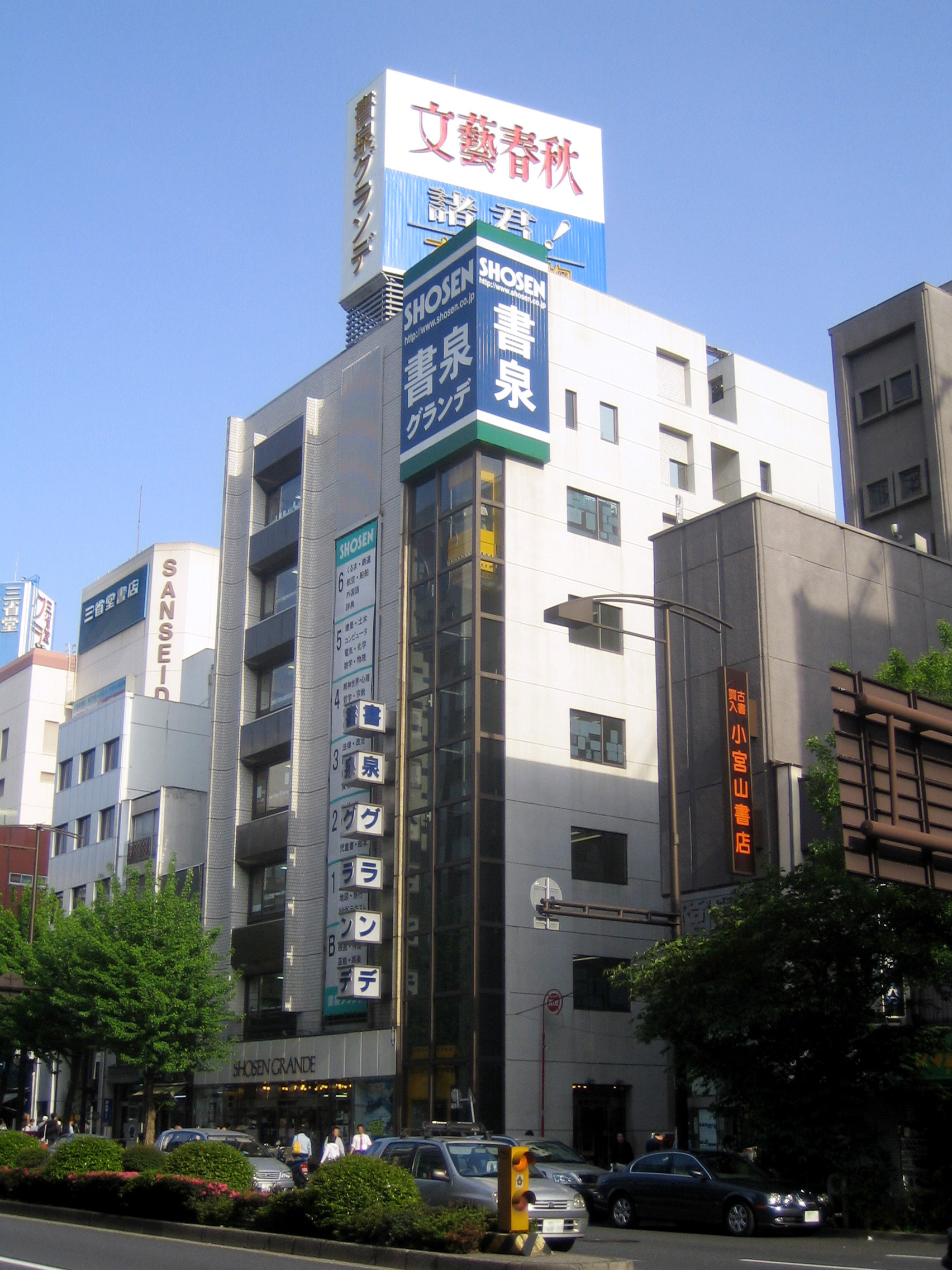
書泉グランデ。本社機能も入る旗艦店舗

## 店舗

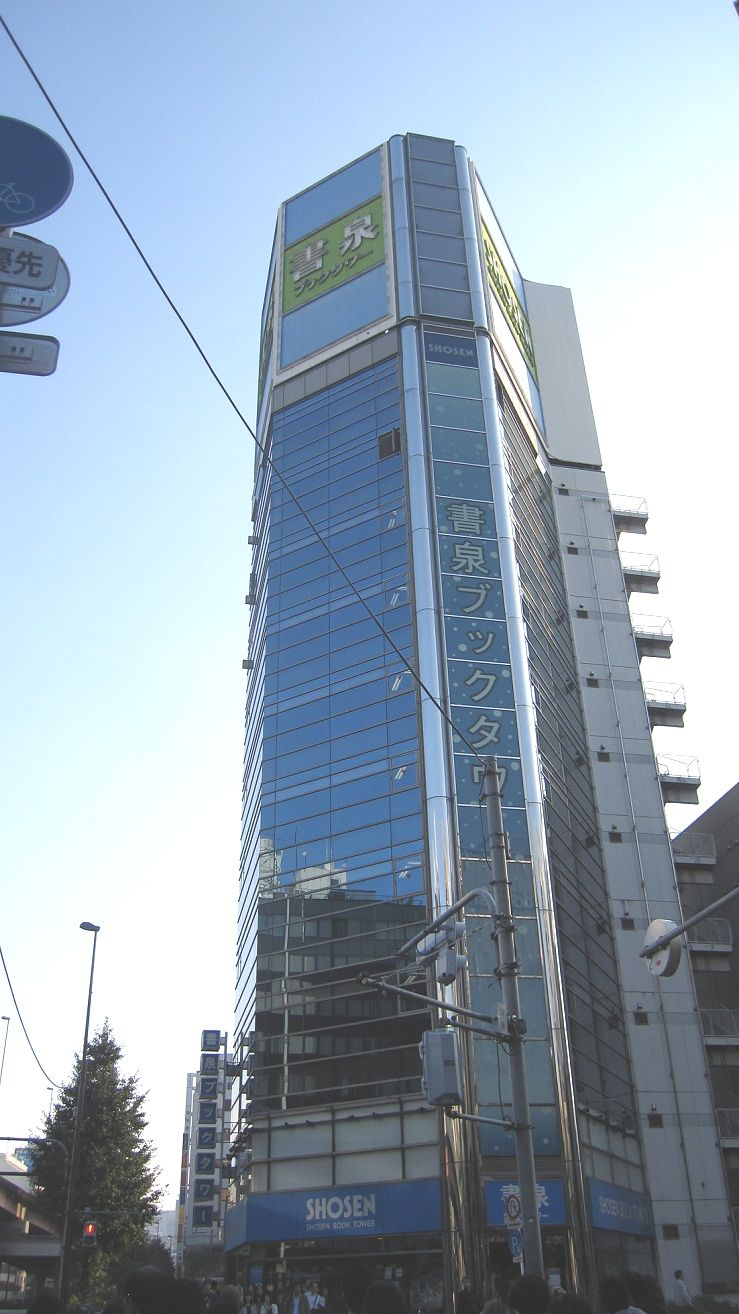
書泉ブックタワー

### 営業中の店舗

#### 書泉グランデ
- 所在地：東京都千代田区神田神保町1-3-2
- 最寄り駅：都営地下鉄三田線・都営地下鉄新宿線・東京メトロ半蔵門線神保町駅

本社所在地で本店に相当する旗艦店である。地上7階・地下1階建ての6階までが売り場である。近隣の三省堂書店に比べて店舗面積は狭いが品揃えは専門性が高く、三省堂書店に無い書籍が書泉グランデにあることが少なくない。4Fの数学コーナーは専門書の充実が有名。また、同フロアに展開されている「占い」のコーナーも鏡リュウジの監修、著書をはじめ専門書を取り揃えており指示されている。5F,6Fの鉄道関係コーナーは鉄道ファンに広く知られている（横見浩彦を仲介として、鉄道タレントや漫画「鉄子の旅」シリーズなどでもおなじみ）。書籍だけでなく、鉄道事業者のグッズや鉄道部品なども幅広く扱う。
エレベーターは3か所に4台が設置され、地下階直通は一部のみだが、階段に隣接するシャフトの2台は展望エレベーターで窓から靖国通りを眺望できる。
営業時間は11時00分から20時00分まで。
2023年10月1日にフロア構成を大きく変えてリニューアルオープンをした。

#### 書泉ブックタワー
- 所在地：東京都千代田区神田佐久間町1-11-1 和泉橋ビル
- 最寄り駅：JR山手線・JR京浜東北線・JR総武線・東京メトロ日比谷線・首都圏新都市鉄道つくばエクスプレス秋葉原駅と都営地下鉄新宿線岩本町駅

1994年開店。JR秋葉原駅の昭和通り口、地下鉄日比谷線秋葉原駅から南に向かってすぐの場所だが、岩本町駅のほうが近い。場所柄、電気電子・コンピュータ関係の一般書から専門書には前世紀から強く、他の分野もひと通り扱うが、ライトノベルにも当時から強かった（かつて同店のライトノベル担当だった大塚和重は「日本一ライトノベルを売る男」として知られており、またグランデ時代から「コンピュータ書の目利き」であった古田島義和がブックタワーの立ち上げには関与している）。今世紀にはゲーム、アニメ関係の雑誌、書籍も充実した。
週末を中心にアイドル関連のイベントが多く開催されており、多くのファンが参加している。
また、秋葉原に来訪する海外旅行客も多く訪れる書店である。
営業時間:平日・土休日共通で11時〜20時。
イベント開催時は20時以降の営業のこともある。

### 他社から譲受した店舗

#### 芳林堂書店
芳林堂書店が運営していたが、同社が太洋社の自主廃業による影響で、2016年2月26日付で自己破産を申し立てたことから、書泉に店舗が引き継がれることになった。2016年3月26日付で書泉へ譲渡された。
- 高田馬場店（東京都新宿区高田馬場1-26-5 FIビル）
- みずほ台店（埼玉県富士見市東みずほ台2-29-4）

### 閉店した店舗

#### 書泉 西葛西
- 所在地：東京都江戸川区西葛西3-22-21
- 最寄り駅：東京メトロ東西線西葛西駅

東京メトロ東西線西葛西駅から徒歩数分に位置したが、2008年7月21日に閉店し、閉店後居抜きで博文堂書店が入居していたが2013年4月21日で閉店した。

#### 書泉ブックドーム
- 所在地：埼玉県川口市栄町3-4-3
- 最寄り駅：JR京浜東北線川口駅

JR川口駅から徒歩数分に位置する丸井インテリア館の撤退後に、1階から4階で1998年12月に開店した。開店時の売場面積約1100坪だが後に縮小した。5階はCDショップヴァージン・ディスクステーションだったがヴァージンの撤退後、書泉も構成を4階から3階、2階へと徐々に縮小して2008年1月27日に閉店した。建物は暫くの間残存していたが、2012年10月に解体されている。

#### 書泉ブックマート

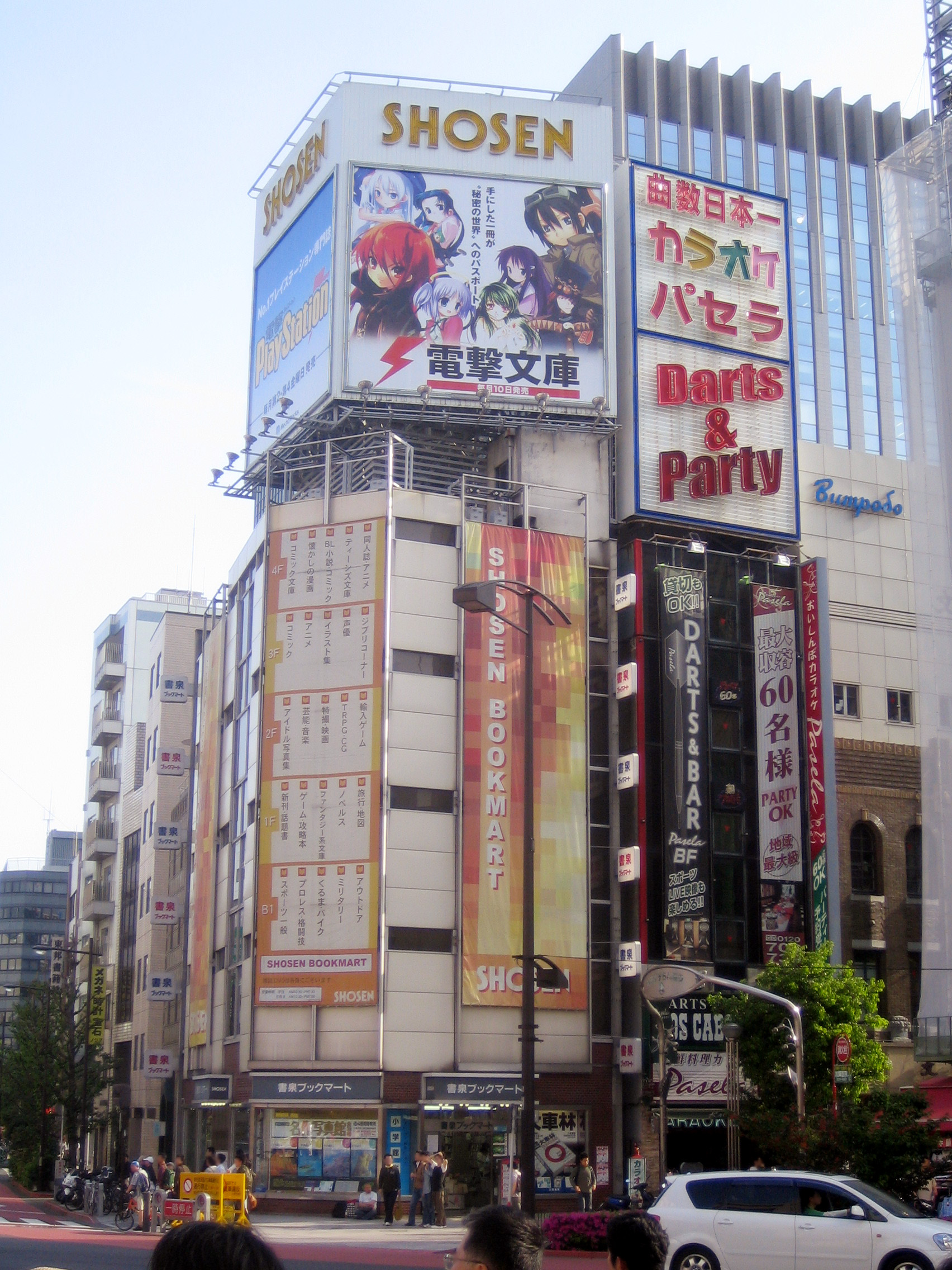
書泉ブックマート

- 所在地：東京都千代田区神田神保町1-21-6
- 最寄り駅：東京メトロ半蔵門線・都営地下鉄三田線・都営地下鉄新宿線神保町駅

グランデと同じく靖国通りだが少々御茶ノ水駅寄りの駿河台下交差点、三省堂から「すずらん通り」を挟んだ向かいの角地に立つビルである。出口の選び方によっては小川町駅のほうが近い。一部オカルト類を除き基本的にはメインカルチャーを主力とするグランデに対し、サブカルチャーand・orポップカルチャーを主力としていた。
以前は、最新雑誌、マンガ単行本、アニメグッズ、アイドル関係などを中心に取り扱っている他、大手メーカーの刊行する技報のいくつかを最新号だけでなく、バックナンバーまで確保していた。他にも雑誌のバックナンバーを置いていたこともあった。
2014年6月25日から地下1階にらしんばんが入居し、7月頃より女性向けリニューアルの準備を始め、10月4日に「女子向け店舗にリニューアルオープン」するも諸般の事情で2015年9月30日に閉店し、地下1階のらしんばんは近隣の秋葉原店本館に統合された。その後2015年11月28日にABCマートが開店している。
すぐ近くに三省堂書店がある。

#### 芳林堂書店
- 所沢駅ビル店（埼玉県所沢市日吉町1-11 所沢ステーションビル）2018年2月22日閉店[10]。
- イーサイト上尾店（埼玉県上尾市柏座1-1-18 イーサイト上尾）2019年1月20日閉店[11]。
- 関内店（神奈川県横浜市中区真砂町3-33 セルテ）2019年10月31日閉店[12]。
- 航空公園駅店（埼玉県所沢市並木2-4-1）2017年8月13日閉店[13]。
- コミックプラザ店（東京都豊島区西池袋1-18-2 藤久ビル西1号館）
  - 2016年4月28日プレオープン、同年6月1日グランドオープンで『コミックプラザ×アニメイト』にリニューアル。2016年12月1日、芳林堂書店に変更。2017年11月1日閉店[14]。
- 東長崎店（東京都豊島区南長崎5-33-12） 2023年6月30日閉店[15]。
- エミオ狭山市店（埼玉県狭山市祇園4-55 エミオ狭山市）2023年7月31日閉店。

## 話題となった出来事

### 『大嫌韓時代』のPR
2014年9月23日、書泉グランデのTwitter公式アカウントにて、桜井誠の『大嫌韓時代』について以下のようなPRを行った。
| 「                                         | 隣国が嫌いな方、なぜ嫌われているのか気になる方や、植民地支配、戦勝国気取り、領土問題、反日、それらについて疑問をお持ちの方にオススメです。 | 」 |
| —書泉グランデ（Twitter公式アカウントより） | |    |

この書き込みに対し、「明らかに差別だろ」「排外主義を煽っている」「ここまで堂々と差別を宣伝する企業初めて見た。恥ずかしくないんですか?」「ヘイトで儲けている」などの批判が寄せられ、リツイートも急増した。
書泉は上記の書き込みを削除した上で、ホームページ上に謝罪文を掲載した。
一連の動きに対して、問題となった書き込みで著書を宣伝された桜井は、「書泉グランデへの応援宜しくお願いします」と書泉への応援を呼びかけた。

### 『難民しよう!』作者サイン会
2016年1月、書泉グランデにて、この前月に発売された『そうだ難民しよう!はすみとしこの世界』の著者であるはすみとしこのサイン会を企画。しかし、この作品は、かねてよりイラストが差別的だと一部から批判の声があがっており、出版に反対する団体などが共同記者会見を行うまでに至っていた作品であった。
このため、1月26日に企画をホームページ上で告知すると「書店が差別に加担するのか」などの批判が多く寄せられた。これを受けて書泉グランデは、1月27日にイベントを中止すると明らかにした。

## ポイントカード

### 書泉ポイントカード
2014年4月21日より導入。購入金額（税抜）の1％（小数点以下切り捨て）分のポイントが付与され、ポイントは商品の購入に充てることが可能。
親会社が発行しているアニメイトカードとは共通化がなされており、相互のカードを相互の店舗で利用することが可能。ただし、アニメイト・ACOSでは書泉よりも高い5％分のポイントが付与される。

### 芳林堂書店ポイントカード
購入金額500円（税込）ごとにスタンプが1個押され、スタンプ40個で200円分の金券として使用できる。有効期限はカードについては最後のスタンプが押されてから1年間、金券としては40個目のスタンプが押されてから半年間となっている。
書泉に譲渡される以前からこのポイントカードが使用されており、譲渡後も既存の書泉ポイントカードとの統合は実施されていない。ただし、高田馬場店のみアニメイトカード・書泉ポイントカードの使用可能となっている。
一時期アニメイトに転換していたコミックプラザ店では、アニメイトカード（書泉ポイントカードと同一）に移行したため、2016年5月31日でスタンプサービスが終了し、2016年5月31日で金券としての取り扱いを終了することになった。その後、コミックプラザ店は2016年12月1日に芳林堂書店に戻ったものの、ポイントカードについてはアニメイトカード・書泉ポイントカードのみ対応となっていた（2017年12月1日に高田馬場店に統合）。